# Episodi di Naturalmente Sadie! (prima stagione)
La prima stagione della serie televisiva Naturalmente Sadie! è stata trasmessa in anteprima in Canada da Family Channel tra il 24 giugno 2005 e il 18 settembre 2005. In Italia è stata trasmessa su Nickelodeon dal 5 novembre 2005.
| nº | Titolo originale          | Titolo italiano | Prima TV Canada   | Prima TV Italia |
| -- | ------------------------- | --------------- | ----------------- | --------------- |
| 1  | Social Climbers           |                 | 24 giugno 2005    |                 |
| 2  | Right-Minded              |                 | 24 giugno 2005    |                 |
| 3  | Under the Surface         |                 | 25 giugno 2005    |                 |
| 4  | Quiz Show                 |                 | 26 giugno 2005    |                 |
| 5  | Best of Breed             |                 | 2 luglio 2005     |                 |
| 6  | Whose Line Is It Anyway?  |                 | 3 luglio 2005     |                 |
| 7  | Two Minutes in the Closet |                 | 9 luglio 2005     |                 |
| 8  | Unusual Suspects          |                 | 10 luglio 2005    |                 |
| 9  | Forest for the Trees      |                 | 16 luglio 2005    |                 |
| 10 | Coma Chameleon            |                 | 17 luglio 2005    |                 |
| 11 | Surprise!                 |                 | 23 luglio 2005    |                 |
| 12 | Pack of Lies              |                 | 24 luglio 2005    |                 |
| 13 | Life Cycle                |                 | 30 luglio 2005    |                 |
| 14 | Off the Map               |                 | 31 luglio 2005    |                 |
| 15 | Unified Hal Theory        |                 | 6 agosto 2005     |                 |
| 16 | To Each His Owen          |                 | 6 agosto 2005     |                 |
| 17 | Everything's Relative     |                 | 7 agosto 2005     |                 |
| 18 | Advanced Girl Lessons     |                 | 13 agosto 2005    |                 |
| 19 | Survival Swim             |                 | 14 agosto 2005    |                 |
| 20 | Drift Away                |                 | 20 agosto 2005    |                 |
| 21 | Best of Enemies           |                 | 21 agosto 2005    |                 |
| 22 | Everybody Scoops          |                 | 27 agosto 2005    |                 |
| 23 | Be Our Pest               |                 | 28 agosto 2005    |                 |
| 24 | Night Crawlers            |                 | 18 settembre 2005 |                 |
| 25 | Survival of the Stupidest |                 |                   |                 |
| 26 | A Nose Is a Nose          |                 |                   |                 |